# Thales Alenia Space
Thales Alenia Space o companie aerospațială înființată  după ce Thales Groupa cumpărat acțiunile Alcatel în două asocieri în participațiune dintre Finmeccanica, Alcatel Alenia Space și Telespazio.

## Istoric

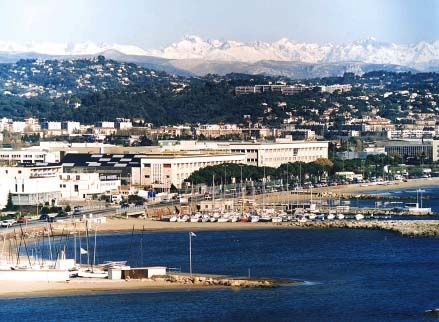
Centrul general al Thales Alenia Space din Cannes.

Alcatel Alenia Space a fost înființată pe 1 iunie 2005 prin unirea Alcatel Space cu Alenia Spazio și a fost proprietatea Alcatel-Lucent (67%) și Finmeccanica (33%). Compania a reprezentat cel mai mare producător de sateliți din Europa.
Crearea companiei a fost concurentă cu crearea Telespazio Holding. Aceasta a fost de asemenea formată prin unirea companiilor Finmeccanica și Alcatel (Telespazio și Alcatel's Space Services and Operations respectiv).
Pe 5 aprilie 2006, Alcatel a fost de acord să vândă acțiunile lor la Alcatel Alenia Space (și 33% din acțiunile Telespazio) Grupului Thales.
Uniunea Europeană a fost de acord cu acestă operație financiară pe 10 aprilie 2007.

## Câteva activități
Compania a construit module științifice mari pentru Stația Spațială Internațională, notabil modului Columbus.